# Jiecun (sockenhuvudort i Kina, Jiangxi Sheng, lat 26,22, long 115,44)
Jiecun är en sockenhuvudort i Kina. Den ligger i provinsen Jiangxi, i den sydöstra delen av landet, omkring 280 kilometer söder om provinshuvudstaden Nanchang. Antalet invånare är 18 510. Befolkningen består av 9 189 kvinnor och 9 321 män. Barn under 15 år utgör 29,0 %, vuxna 15-64 år 61 %, och äldre över 65 år 8,0 %.
Runt Jiecun är det tätbefolkat, med 257 invånare per kvadratkilometer. Närmaste större samhälle är Lianjiangzhen, 15,5 km nordväst om Jiecun. I omgivningarna runt Jiecun växer i huvudsak blandskog.
Genomsnittlig årsnederbörd är 1 925 millimeter. Den regnigaste månaden är maj, med i genomsnitt 327 mm nederbörd, och den torraste är oktober, med 21 mm nederbörd.